# Julia Gordon
Pour les articles homonymes, voir Gordon.
Julia Gordon est une mathématicienne canadienne, professeure à l'Université de la Colombie-Britannique, dont les recherches portent sur la géométrie algébrique, y compris la théorie des représentations, les groupes p -adiques, l'intégration motivique et le Programme de Langlands. 

## Formation et carrière
Gordon a obtenu son doctorat à l'Université du Michigan en 2003, sous la direction der Thomas Hales et Robert Griess. Sa thèse portait sur quelques applications de l'intégration motivationnelle à la théorie de la représentation des groupes p-adiques. Après des recherches postdoctorales à l'Université de Toronto et à l'Institut Fields, elle rejoint la faculté de l'Université de la Colombie-Britannique en 2006. À partir de 2019, elle y est professeure agrégée,. 

## Prix et distinctions
En 2017, Gordon a remporté le prix Michler de l'Association for Women in Mathematics, avec une conférence intitulée « Wilkie's theorem and (ineffective) uniform bounds ». Elle est la lauréate 2019 du prix Krieger-Nelson de la Société mathématique du Canada,.